# Cromberg
Cromberg és una concentració de població designada pel cens dels Estats Units a l'estat de Califòrnia. Segons el cens del 2000 tenia 290 habitants.

## Demografia
Segons el cens del 2000, Cromberg tenia 290 habitants, 123 habitatges, i 76 famílies. La densitat de població era de 12,4 habitants per km².
Dels 123 habitatges en un 27,6% hi vivien nens de menys de 18 anys, en un 56,9% hi vivien parelles casades, en un 4,1% dones solteres, i en un 38,2% no eren unitats familiars. En el 28,5% dels habitatges hi vivien persones soles el 8,9% de les quals corresponia a persones de 65 anys o més que vivien soles. El nombre mitjà de persones vivint en cada habitatge era de 2,36 i el nombre mitjà de persones que vivien en cada família era de 2,96.
Per edats la població es repartia de la següent manera: un 24,8% tenia menys de 18 anys, un 4,8% entre 18 i 24, un 25,9% entre 25 i 44, un 30% de 45 a 60 i un 14,5% 65 anys o més.
L'edat mediana era de 44 anys. Per cada 100 dones de 18 o més anys hi havia 92,9 homes.
La renda mediana per habitatge era de 51.250 $ i la renda mediana per família de 85.874 $. Els homes tenien una renda mediana de 63.750 $ mentre que les dones 32.250 $. La renda per capita de la població era de 24.252 $. Entorn del 6,4% de les famílies i el 8,6% de la població estaven per davall del llindar de pobresa.

## Poblacions més properes
El següent diagrama mostra les poblacions més properes.